# Gare de Metz-Nord
La gare de Metz-Nord est une gare ferroviaire française de la ligne de Metz-Ville à Zoufftgen, située dans le quartier Patrotte à Metz, dans le département de Moselle, en région Grand Est.
Elle est mise en service en 1908 par la Direction générale impériale des chemins de fer d'Alsace-Lorraine (EL). 
C'est une halte voyageurs de la Société nationale des chemins de fer français (SNCF), du réseau TER Grand Est, desservie par des trains express régionaux.

## Situation ferroviaire

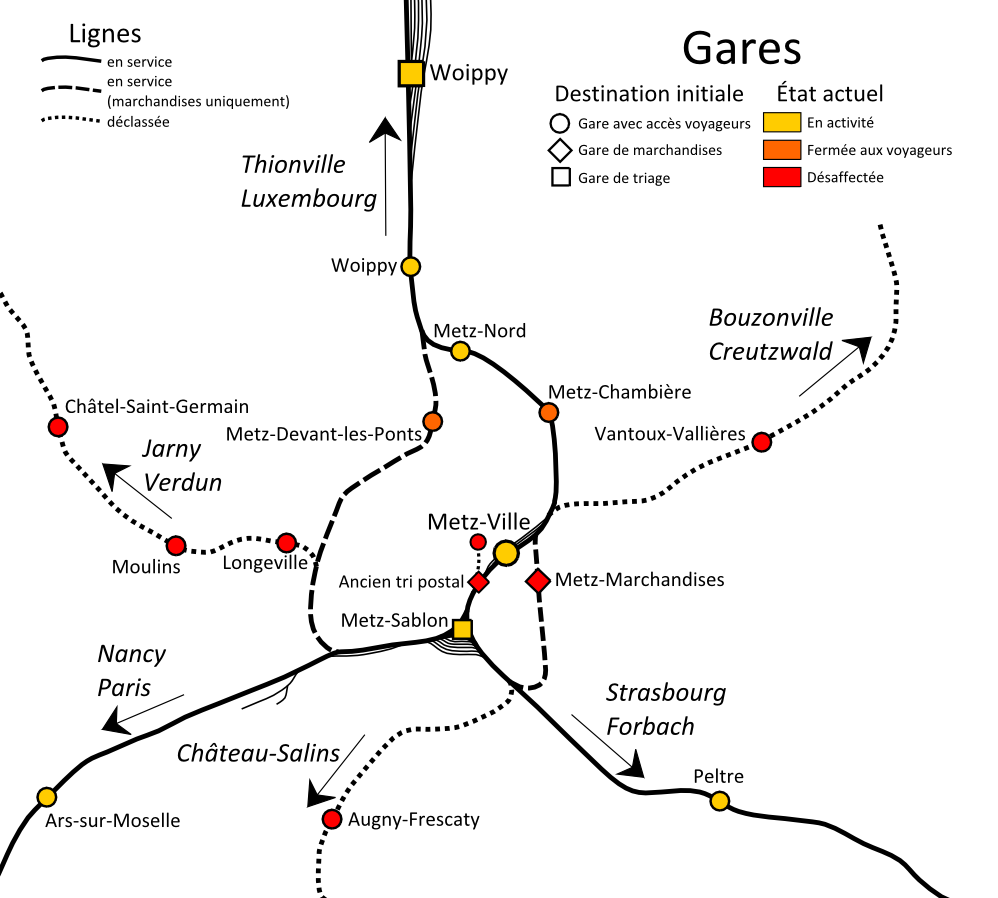
Plan du système ferroviaire de Metz.

Établie à 165 mètres d'altitude, la gare de Metz-Nord est située au point kilométrique (PK) 158,464 de la ligne de Metz-Ville à Zoufftgen, entre les gares ouvertes de Metz-Ville (dont elle est séparée par la gare fermée de Chambière) et de Woippy.

## Histoire

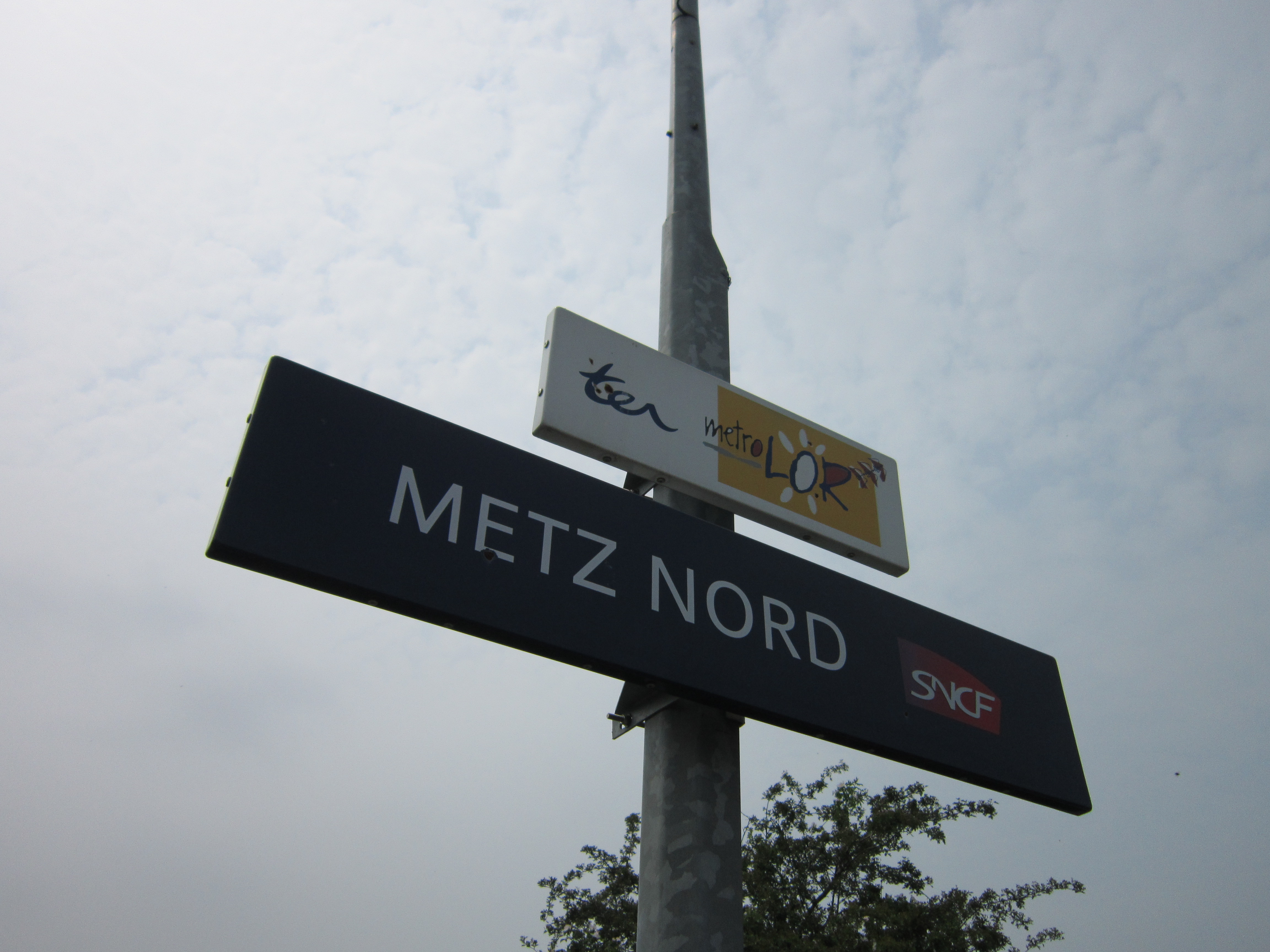
Signalétique sur le quai.

La gare de Metz-Nord est mise en service, par la Direction générale impériale des chemins de fer d'Alsace-Lorraine (EL), le même jour que la nouvelle gare principale, le 17 août 1908. Elle est édifiée, avec la gare de Chambière, sur une nouvelle section de ligne reliant la gare principale à l'ancienne ligne ou elle s'embranche au niveau de la nouvelle gare de Woippy. Elle remplace l'ancienne gare de Devant-les-Ponts située sur une section de l'ancienne ligne qui ne doit recevoir que des trains de marchandises.
Le 19 juin 1919, la gare entre dans le réseau de l'Administration des chemins de fer d'Alsace et de Lorraine (AL), à la suite de la victoire française lors de la Première Guerre mondiale. Puis, le 1er janvier 1938, cette administration d'État forme avec les autres grandes compagnies la SNCF, qui devient concessionnaire des installations ferroviaires de Metz. Cependant, après l'annexion allemande de l'Alsace-Lorraine, c'est la Deutsche Reichsbahn qui gère la gare pendant la Seconde Guerre mondiale, du 1er juillet 1940 jusqu'à la Libération (en 1944 – 1945).
Le bâtiment voyageurs d'origine est aujourd'hui désaffecté.

## Fréquentation
De 2015 à 2024, selon les estimations de la SNCF, la fréquentation annuelle de la gare s'élève aux nombres indiqués dans le tableau ci-dessous.
| Année     | 2015   | 2016   | 2017   | 2018   | 2019   | 2020   | 2021   | 2022   | 2023   | 2024   |
| --------- | ------ | ------ | ------ | ------ | ------ | ------ | ------ | ------ | ------ | ------ |
| Voyageurs | 17 291 | 24 439 | 30 222 | 30 706 | 35 065 | 25 957 | 36 995 | 48 453 | 64 870 | 86 236 |

## Service des voyageurs

### Accueil
Halte SNCF, c'est un point d'arrêt non géré (PANG) à accès libre.
La traversée des voies et le passage d'un quai à l'autre s'effectue par les escaliers près de l'ancien bâtiment voyageurs, ils permettent le passage sous la ligne.

### Desserte
La gare de Metz-Nord est desservie par des trains TER Grand Est qui effectuent des missions entre les gares : de Nancy-Ville et de Luxembourg ; de Metz-Ville et de  Thionville ou de Luxembourg.
Depuis 2013, la gare est intégrée dans le réseau de transport en commun urbain de Metz-Métropole. L'achat d'un billet de train Metz-Nord / Metz-Ville étant soumis au tarif de la TAMM - [transports d'agglomération de Metz-Metropole].